# Institut für Insektenkunde im Ruhrgebiet
Das Institut für Insektenkunde im Ruhrgebiet e. V. (IFIR) ist ein gemeinnütziger Verein auf den Gebieten der wissenschaftlichen Entomologie und des praktischen Arten- und Naturschutzes. Getragen wird der Verein von ehrenamtlichen Mitarbeitern.

## Historisches
Hervorgegangen ist das Institut aus der Entomologischen Gesellschaft Essen mit Sitz am damaligen Ruhrlandmuseum. Nach Umstrukturierung des Museums konnte die Entomologische Gesellschaft die dortigen Räumlichkeiten nicht mehr nutzen und zog im Jahr 1986 in provisorische Räumlichkeiten nach Bochum um. Erst im Jahr 2005 ergab sich am LWL-Industriemuseum wieder die Möglichkeit, Bibliothek, Sammlung und Arbeitsgeräte an einem öffentlichen Ort unterzubringen und einen Versammlungs- und Vortragsraum nutzen zu können. Zeitgleich erfolgte eine Umbenennung in „Institut für Insektenkunde im Ruhrgebiet (IFIR)“.

## Ziele
Schwerpunkt der Arbeit ist die Erforschung der Insektenfauna – insbesondere der Schmetterlinge – im Ruhrgebiet. Neben Tag- und Nachtfaltern inklusive der sogenannten Kleinschmetterlinge werden auch andere Insektengruppen, wie Libellen, Käfern und Wildbienen berücksichtigt. Ein weiteres Ziel ist der Biotopschutz.

## Forschung
Neben der faunistischen Erfassung von Insekten im Ruhrgebiet werden auch spezielle wissenschaftliche Fragestellungen bearbeitet. Dies betrifft insbesondere die Systematik und Phylogenetik bestimmter Schmetterlingsgruppen wie Psychidae, Satyrinae (Erebia) sowie die Gattungen Melitaea und Euphydryas. Hierfür werden verschiedene Präparations- und Untersuchungstechniken eingesetzt wie Makro- und Mikrofotografie, Mikroskopie, morphometrische Analysen und DNA-Sequenzierung. Weitere Forschungen betreffen die Faunistik und Ökologie der Tagfalter der Insel Sulawesi sowie die Schmetterlingsfauna der Ligurischen Alpen.

## Ausgewählte Publikationen
- P. H. Roos: Interaction of milkweed butterflies with egret and jewel orchids: observations on pollinaria attachment to danaid butterflies on east Sulawesi (Indonesia) (Lepidoptera: Nymphalidae: Danainae; Orchidoideae: Habenarinae and Goodyerinae). In: Tijdschrift voor Entomologie. Band 162, 2019, S. 1–12.
- D. M. Firake, G. T. Behere, W. R. Arnscheid, R. Kumar, S. V. Ngachan: First report of coconutcase caterpillar, Mahasena corbetti Tams (Lepidoptera: Psychidae) from India. In: Phytoparasitica. 2018. DOI:10.1007/s12600-018-0673-7
- W. R. Arnscheid: Kritische Bemerkungen zur Taxonomie von Ptilocephala sicheliella (Bruand, 1858) (Lepidoptera, Psychidae, Oiketicinae). In: Entomologische Zeitschrift. Band 128, Nr. 2, 2018, S. 95–99.
- W. R. Arnscheid:  Taleporia henderickxi sp. n., a new psychid species of the subfamily Taleporiinae from Crete (Lepidoptera, Psychidae). In: Nota lepid. Band 39, Nr. 2, 2017, 2016, S. 93–100. doi:10.3897/nl.39.8493
- W. R. Arnscheid: Des découvertes nouvelles et intéressantes de Macrolepidoptera de Ligurie (nord-ouest Italie) et des Alpes Maritimes avoisinantes en France (Lepidoptera). In: L´Entomologiste. Band 73, Nr. 2, 2017, S. 121–126.
- W. R. Arnscheid: A new species of the genus Dahlica Enderlein (1912) from the Pyrenees of Aragon (Province of Huesca) in Spain (Lepidoptera, Psychidae, Dahlicini). In: SHILAP Revta. lepid. Band 44, Nr. 173, 2016, S. 39–43.
- W. R. Arnscheid: First record of Dahlica lichenella (Linnaeus, 1761) for Spain (Lepidoptera: Psychidae). In: SHILAP Revta. lepid. Band 44, Nr. 173, 2016, S. 145–147.
- P. H. Roos: Third record of Semanga helena Röber, 1887 from Sulawesi and notes on thedistribution of Jamides snelleni Röber, 1886 (Lepidoptera, Lycaenidae). In: Nachr. Ent. Ver. Apollo. Band 37, 2016, S. 89–92.
- T. Sobczyk, W. Arnscheid, M. Nuss: Taxonomische Revision von Oiketicoides Heylaerts, 1881von der Iberischen Halbinsel (Lepidoptera: Psychidae, Oiketicinae). In: Ent. Z. Band 124, Nr. 4, 2014, S. 215–226.
- P. H. Roos: Eine neue, für die Togian-Inseln der Sulawesi-Region endemische Art von Lohora Moore, 1880 (Lepidoptera:Nymphalidae, Satyrinae). In: Entomol. Z. Band 125, 2015, S. 107–114.
- W. Arnscheid: Die Identität von Rebelia surientella (Bruand, 1858) (Lepidoptera, Psychidae). In: Entomofauna. Band 33, Nr. 14, 2012, S. 181–188.
- W. Arnscheid: Eine neue Art von Brevantennia (Sieder, 1953) von der Iberischen Halbinsel - Brevantennia estrela sp. nov. aus Portugal (Lepidoptera: Psychidae, Dahlicini). In: Ent. Z. Band 122, Nr. 4, 2012, S. 159–161.
- P. H. Roos: Vorkommen zweier gut differenzierter Subspezies von  Parthenossylvia (Cramer, [1776]) auf Sulawesi (Indonesien) (Lepidoptera: Nymphalidae). In: Entomol. Z. Band 122, 2012, S. 151–157.
- R. Seis, G. Achtelik, W. Arnscheid, P. Roos, J. Stücke: Aktuelle Makrolepidopterenfunde aus dem Ruhrgebiet (3). In: Melanargia. Band 16, 2004, S. 78–88.
- P. H. Roos: Morphological characters of the immature stages of Henotesianarcissus (Fabricius, 1798): description and phylogenetic significance (Lepidoptera: Nymphalidae, Satyrinae, Mycalesina). In: Nachr. ent. Ver. Apollo. Band 23, 2003, S. 225–236.
- P. H. Roos: Vorkommen von Mycalesis valeria Grose-Smith 1900 und weiteren Arten der Gattung Mycalesis in Irian Jaya, Indonesien. (Lepidoptera, Nymphalidae, Satyrinae). In: Entomol. Z. Band 113, 2003, S. 243–247.
- W. Arnscheid, P. H. Roos, R. Seis, G. Achtelik: Aktuelle Makrolepidopterenfunde aus dem Ruhrgebiet (2). In: Melanargia. Band 13, 2001, S. 105–116.
- P. H. Roos, G. Achtelik, R. Seis, W. Arnscheid: Aktuelle Makrolepidopterenfunde aus dem Ruhrgebiet (Lepidoptera). In: Melanargia. Band 8, 1996, S. 125–131.